# Серест, Луи де Бранкас
Луи де Бранкас (фр. Louis de Brancas; 19 января 1672, Перн-ле-Фонтен — 9 августа 1750, Париж), маркиз де Серест — французский военачальник и дипломат, маршал Франции.

## Биография
Сын Анри де Бранкаса, маркиза де Сереста, великого сенешаля Форкалькье, и Доротеи де Шелюс.
2-й маркиз де Серест, титулярный суверенный князь Нисироса, называемый маркизом де Бранкас. Барон дю Шатле-де-Виллор, сеньор де Робьон, де Витроль, де Монжюстен и де Жювизи.
Поступил на службу мушкетером в 1689 году.
В 1690 году участвовал в кампании в Германии под командованием Монсеньора, который прикрывал границу. В 1691 году принимал участие в осаде Монса, который король взял 9 апреля.
В 1692 году перевелся на флот, где прослужил семь лет, участвуя в десантных операциях. Мичман (1692), лейтенант (1693). Участвовал в осаде и взятии Росаса (9.06). В 1694 году участвовал в обстреле с моря города Паланос, взятого штурмом 7 июня. Гарнизон цитадели сдался 10-го. Участвовал в осаде Барселоны, взятой 7 августа 1697.
Покинул морскую службу в 1699 году. 25 июля стал кампмейстер-лейтенантом Орлеанского пехотного полка, после смерти графа де Байёля.
В 1701 году служил в Испанских Нидерландах под командованием маршала Буфлера, не проводившего активных действий.
В 1702 году воевал в Германии. В составе отряда де Праконталя прибыл в Кайзерсверт до того, как город был обложен. Был ранен. Командовал вылазкой, за которую получил чин бригадира персональным патентом (4.06). Город капитулировал 15 июня, через 59 дней после начала правильной осады. Закончил кампанию в Нидерландах под командованием герцога Бургундского.
В 1703 году во Фландрской армии Вильруа и Буфлера, сражался с голландцами при Экерене 30 июня, затем присоединился к частям маршала Таллара, осадившего Ландау, который капитулировал 16 ноября. В декабре Бранкас был направлен в Испанию.
В 1704 году на службе у Филиппа V. Участвовал в Португальской кампании: в осаде Сальватьерры, сдавшейся 8 марта, Сегуры, взятой в тот же день, Иданья-а-Новы, взятой 13-го, Порталегри, гарнизон которой был взят в плен 1 июня, Каштелу-ди-Види, взятого 25-го. 26 октября был произведен в лагерные маршалы.
Был направлен с группой войск для участия в осаде Гибралтара, которую испанцы сняли 23 марта 1705.
В январе 1706 сложил командование Орлеанским полком; привел отряд для осады Барселоны, которую король снял 12 мая.
В 1707 году присоединился к Испанской армии, маркиз де Бей поручил ему осаду Сьюдад-Родриго. 4 октября Бранкас открыл траншею, и на 13-й день устроил штурм. Замок обошли справа, чтобы отрезать противнику путь к отступлению. Франко-испанцы потеряли в бою около трехсот человек убитыми, потери союзников составили до 800 убитыми, 1500 пленными.
В конце того же года был направлен чрезвычайным послом в Мадрид с поздравлениями королю по случаю рождения принца Астурийского.
В 1708 году участвовал в осаде Тортосы, сдавшейся 7 июля, Дении, взятой штурмом 12 ноября (гарнизон цитадели взят в плен 17-го), Аликанте, сдавшегося 2 декабря.
7 мая 1709 под командованием маркиза де Бея сражался с португальской армией лорда Голуэя, который был разбит. 18-го был пожалован в командоры ордена Святого Людовика с пенсионом в три тыс. ливров.
Выступил на осаду Алькончеля, где 1 июня захватил три орудия и взял в плен гарнизон.
29 марта 1710 произведен в генерал-лейтенанты, служил в Руссильонской армии герцога де Ноая, командовал армией во время поездки Ноая в Испанию. Участвовал в осаде Жироны, начавшейся 27 декабря. Верхний город был взят штурмом 23 января, Нижний капитулировал 25-го, укрепления монастыря капуцинов эвакуированы 31-го. 7 февраля 1712 был назначен губернатором города.
Жирона была обложена неприятелем 28 апреля 1712, Бранкас выдержал несколько штурмов форта Руж и монастыря капуцинов, и держался до 7 января 1713, когда группа войск, выделенная из Дофинуазской армии, заставила немцев снять блокаду, продолжавшуюся 8 месяцев и 5 дней, и подвезла провизию гарнизону крепости, дошедшему до крайности.
В феврале 1713 пожалован в рыцари ордена Золотого руна, орденскую цепь получил 29 ноября в Мадриде.
В 1714 году снова был направлен чрезвычайным послом в Испанию.
В сентябре 1715 стал членом совета Регентства и генеральным директором конных заводов, сохранив эту должность и после упразднения совета.
3 июля 1718 в Париже был назначен генеральным наместником Прованса, после смерти маркиза де Симьяна, зарегистрирован Провансальским парламентом 13 октября, Счетной палатой 26 ноября. Принес присягу 10 июля.
3 апреля 1719 стал членом Военного совета. В 1720 году созвал Штаты Прованса. В 1721 году был направлен в Прованс для подавления волнений, вызванных эпидемией.
2 февраля 1724 пожалован в рыцари орденов короля, получил цепь ордена Святого Духа 3 июня.
2 ноября 1727 назначен чрезвычайным и полномочным послом в Испании, прибыл в Мадрид 1 июня 1728. 4 апреля 1729 стал губернатором Нового Брайзаха. 15 февраля 1730 возведен в достоинство гранда Испании 1-го класса, церемония покрытия головы состоялась 14 мая. Покинул Мадрид 10 сентября, вернулся во Францию 24 ноября.
1 апреля 1738 назначен губернатором Нанта по смерти маршала д'Эстре, в тот же день получил патент на командование в Бретани и отказался от губернаторства в Новом Брайзахе.
11 февраля 1741 в Версале назначен маршалом Франции, принес присягу 11 июля, зарегистрирован в Коннетаблии 4 сентября 1747.

## Семья
Жена (контракт 24.01.1696): Элизабет -Шарлотта-Кандида де Бранкас (12.1679—26.08.1741), дочь Луи-Франсуа де Бранкаса, герцога де Виллара, и Луизы-Катрин-Анжелики де Фотро де Меньер. В браке было 11 детей, 6 из которых достигли совершеннолетия
Дети:
- Сезар-Антуан (24.10.1697—7.06.1698)
- Луи-Анри (р. 1698, ум. ребёнком)
- Маргерит-Кандида (20.09.1699 — после 1715)
- Сюзанна-Доротея (6.09.1700—15.06.1701)
- Франсуаза- Габриель (р. 1703), монахиня в аббатстве Прео (1732)
- Франсуаза-Габриель (1705—26.10.1724). Муж (контракт 30.05.1723): Франсуа-Луи Летелье (1704—1767), маркиз де Сувре и Лувуа
- Луи-Бюфль (28.09.1710—3.02.1753), называемый графом де Форкалькье. Жена (6.03.1742): Мари-Франсуаза-Рене де Картоннель де Канизи (1725 — после 1771), дочь Рене-Анна де Картоннеля, графа де Канизи, вдова Антуана-Франсуа де Пардайяна, маркиза д'Антен
- Мари-Жозефа, монахиня-визитантка в парижском пригороде Сен-Жермен (26.10.1726)
- Шарль-Франсуа (24.02.1715—26.09.1738), называемый маркизом де Серестом, лейтенант флота
- Мари-Тереза (2.04.1716—1782), хозяйка аристократического салона. Муж 1) (13.03.1736): Жан-Анн де Ларлан де Керкадьо (ум. 1772), граф де Рошфор, маркиз де Ла-Добье; 2): Луи-Жюль Манчини-Мазарини (1716—1798), герцог Неверский
- Луи-Поль (25.05.1718—1802), герцог де Серест. Жена (9.03.1747): Мари-Анн-Рене-Жаклин Грандом де Жизё, дочь Рене-Симона Грандома, сеньора де Жизё, и Мари-Анн де Ламотт